# Autographa incrassata
Autographa incrassata är en fjärilsart som beskrevs av Herrich-Schäffer 1868. Autographa incrassata ingår i släktet Autographa och familjen nattflyn. Inga underarter finns listade i Catalogue of Life.